# Tuchreliquien (Reichskleinodien)

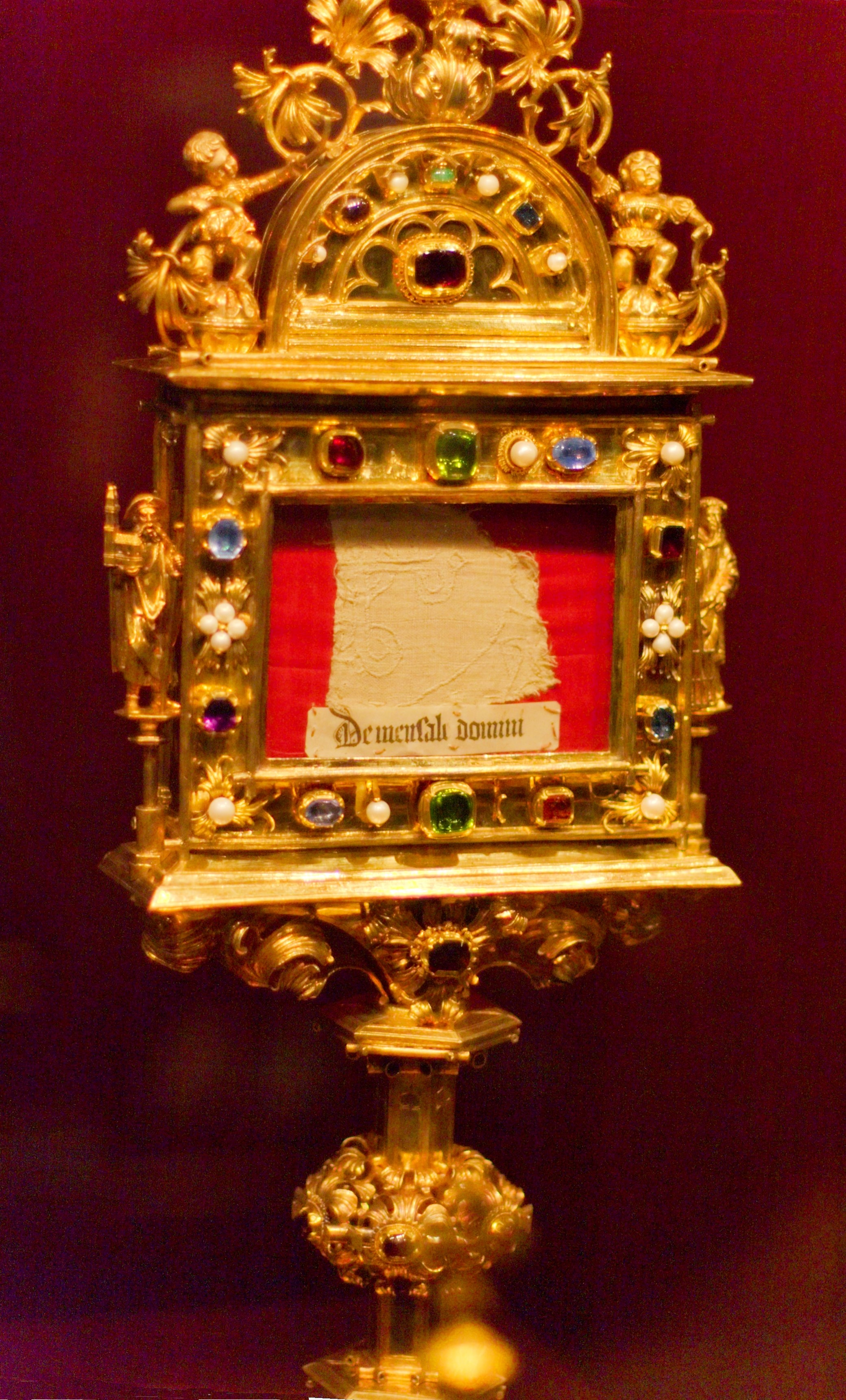
Reliquiar mit einem Stück vom Tischtuch des Letzten Abendmahls

Die Tuchreliquien sind angeblich Reste des Tischtuches, das beim letzten Abendmahl verwendet wurde, sowie ein Stück der Schürze Christi, die er bei der Fußwaschung trug. Diese Reliquien befinden sich heute in der Wiener Schatzkammer.
Die Tuchreliquien wurden gemeinsam mit den Reichskleinodien, den Reliquien Karls des Großen sowie verschiedenen Apostel-, Heiligen- und Passionsreliquien bei der Heiltumsweisung (jährlich am vierzehnten Tag nach Karfreitag) in Nürnberg spätestens Mitte des 15. Jahrhunderts öffentlich gezeigt.
Die zwei goldenen Reliquiare wurden von Hans Krug d. J. 1518 im Auftrag des Rates der Stadt Nürnberg hergestellt. Die zwei Schaugefäße werden jeweils von den beiden Nürnberger Stadtheiligen Lorenz und Sebald flankiert und sind mit kostbaren Steinen geschmückt. Beide Gefäße hatten Lederfutterale, die sich ebenfalls in der Schatzkammer befinden.